# Mira (Espanha)
Mira é um município da Espanha, na província de Cuenca, comunidade autônoma de Castela-Mancha. Tem 212,86 km² de área e em 2021 tinha 908 habitantes (densidade: 4,3 hab./km²). Limita com os municípios de Villar del Humo, Henarejos, Garaballa, Talayuelas, Víllora, Narboneta, Enguídanos, Aliaguilla, Sinarcas, La Pesquera, Minglanilla, Camporrobles, Utiel e Villargordo del Cabriel.